# Зомбі-реальність
Reality Z — бразильський телесеріал жахів 2020 року, заснований на британському телевізійному мінісеріалі «Мертвий серіал». Прем’єра першого сезону з 10 епізодів, створеного спільно з Conspiração Filmes і режисером Клаудіо Торресом, відбулася на Netflix 10 червня 2020 року.

## Сюжет
Успішне реаліті-шоу «Олімп», де Т. К., Джессіка, Аугусто, Маркос, Вероніка, Мадонна та Клейд були ув’язнені, переривається, коли Ріо-де-Жанейро захоплює зомбі-апокаліпсис, змушуючи постановку та акторський склад залишаються замкненими в студіях. Боротьбу з монстрами очолює продюсерка Ніна.

## Акторський склад

### Головні ролі
- Ана Хартманн у ролі Ніни
- Еміліо де Мелло в ролі Альберто Леві
- Карла Рібас — Ана Шмідт
- Равель Андраде в ролі Лео Шмідта
- Гільєрме Вебер як Брандао та голос Зевса
- Люеллем де Кастро в ролі Терези
- Жоао Педро Заппа в ролі TK і Hermes
- Ханна Романацці в ролі Джесіки та Афродіти
- Jesus Luz як Лукас
- П'єр Байтеллі в ролі Робсона
- Леандро Даніель у ролі Аугусто та Ареса
- Габріель Канелла в ролі Маркоса та Аполлона
- Наталія Роза — Вероніка та Афіна
- Воллі Руй у ролі Мадонни та Діоніса
- Арлінда Ді Байо — Клейд і Деметра
- Юлія Яніна в ролі Крістіни

### Другорядні ролі
- Сабріна Сато як Дівіна МакКолл
- Леда Нагл у ролі Нори Вернек
- Циннара Ліл у ролі Клари
- Ером Кордейро в ролі Марсело
- Бруно Белларміно в ролі Тайссона
- Сауло Арковерде в ролі Еріка
- Тельмо Фернандес як Пейше
- Марія де Мораес як асистент продюсера
- Андре Дейл — Хосе Пейшото
- Чарльз Фрікс — доктор Фабіо Ліма

## Виробництво
24 квітня 2019 року Чарлі Брукер, творець «Dead Set», оголосив про серіал на панелі Netflix на події Rio2C (Rio Creative Conference) 2019.< ref>Netflix підбирає бразильський серіал про зомбі 'Reality Z'. Що на Netflix. 25 квітня 2019. Процитовано 25 квітня 2019. Тизер із Тедом Сарандосом, керівником відділу контенту Netflix, який переконує ведучу Сабріну Сато, що це не проблема, оскільки атракціон було випущено на того ж дня в соціальних мережах Netflix Brazil, щоб анонсувати серіал.

### Кастинг
Поряд з першим оголошенням про серіал було повідомлено, що актори Гільєрме Вебер, Хесус Лус, Ана Хартманн, Еміліо де Мелло, Карла Рібас, Люеллем де Кастро, Равель Андраде та Воллі Руй увійдуть до складу акторського складу та  Сабріна Сато як спеціальний гість.